# Park Royal
Park Royal è un'area nel nord-ovest di Londra. Si tratta della più grande area destinata agli affari della Grande Londra, occupante una superficie di oltre 500 ettari. Park Royal Business Park è promosso da Park Royal Business Group (PRBG) che è parte di West London Business. Occupa parte dei borough di Brent e Ealing.
Il complesso comprende 1 200 aziende e impiega circa 35 000 persone. Sono circa 500 le aziende che operano nel settore alimentare, dando lavoro a circa 14 000 persone. Un terzo del cibo che viene consumato a Londra viene prodotto a Park Royal.  La zona è anche un'area residenziale dotata di tutti i servizi necessari.

## Ubicazione
Park Royal confina a nord con Harlesden, a noed-est con West Twyford, a nord-ovest con Ealing e con il deposito dei treni della Network Rail di Stonebridge Park nell'estremo nord, ed è sevita dalla Bakerloo line della metropolitana di Londra (assieme alla vicina stazione di Harlesden). Sul lato orientale, Park Royal confina con Acton Lane e Park Royal Road (B4492). In essa si trova il Central Middlesex Hospital.
Nella parte sud vi è la Western Avenue (A40), che porta alla rotatoria di Hanger Lane e al Royale Leisure Park, dove c'è un cinema, ristoranti, negozi e un bowling.

## Storia
Il nome Park Royal deriva dall'esposizione di breve durata aperta nel 1903 dalla  Royal Agricultural Society come sito mostra permanente per l'esposizione annuale della società. Dopo soli tre anni la società vendette il sito, e tornò alle mostre itineranti. Con le strade, ferrovia e collegamento fluviale, Park Royal si sviluppò successivamente come zona industriale, soprattutto nel corso degli anni 1930.

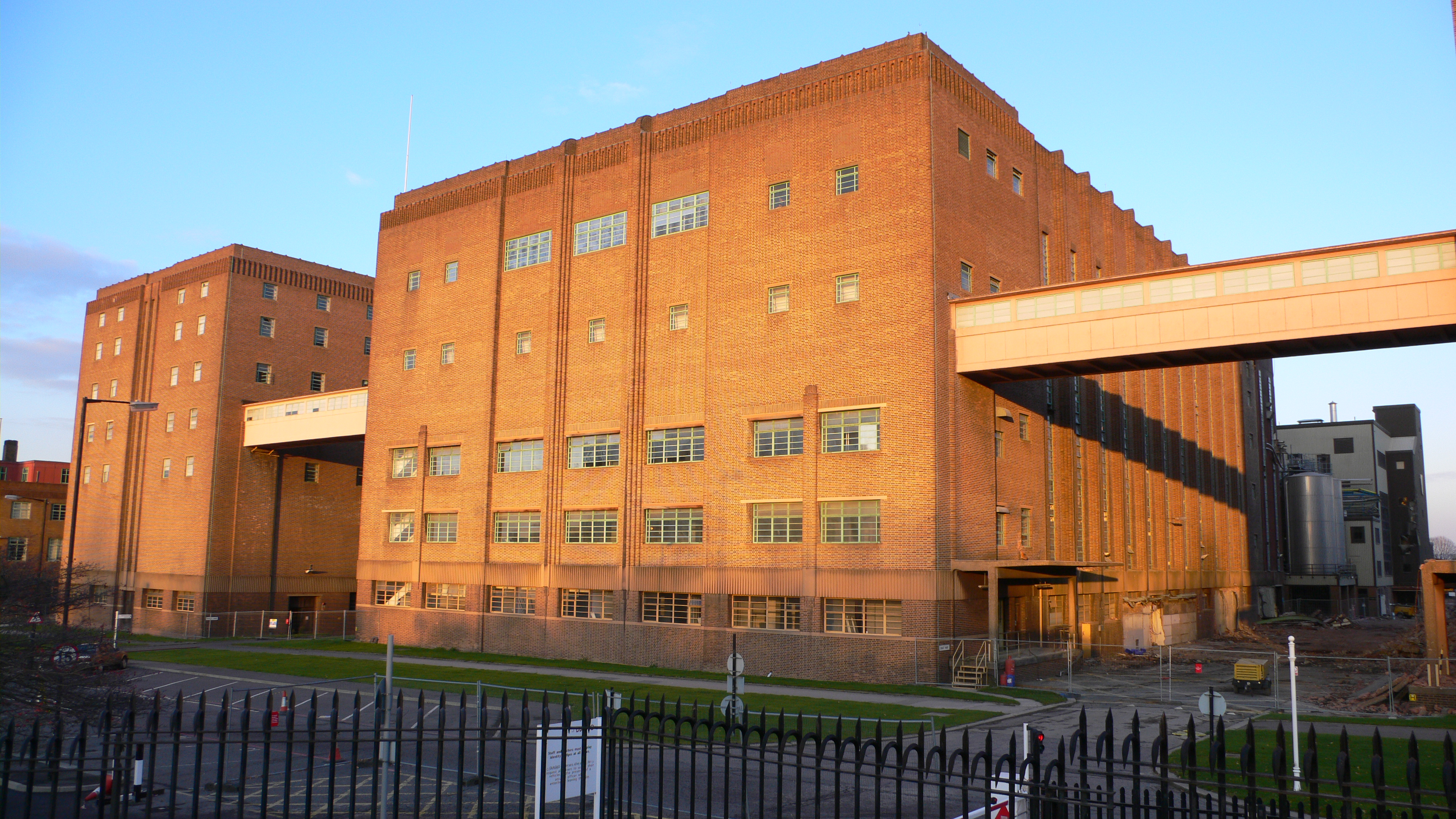
Il birrificio Guinness, a Park Royal, durante la demolizione, in passato fu il più grande e produttivo al mondo.

Per molti anni fu un centro industriale con aziende come Park Royal Vehicles, GNK e Landis+Gyr.
La squadra di calcio del Queens Park Rangers Football Club giocò in due diversi campi a Park Royal. Il primo fu l'Horse Ring, e poi sul sito del birrificio Guinness, il cui impianto ha una capacità di 40 000 spettatori. Quando la Royal Agricultural Society vendette i terreni, nel 1907, il QPR si spostò a Park Royal Ground, 360 metri a sud, su una copia quasi esatta dell'Ayresome Park, con una capacità di 60 000 posti. Il club fu costretto a traslocare nel febbraio 1915 visto che il terreno venne requisito dall'Esercito.
Il 12 dicembre 1908, il primo test match di rugby a 13, tra Gran Bretagna e Australia, venne disputato al Park Royal Ground di fronte a 2 000 tifosi. L'incontro terminò con il risultato di 22-22 e venne disputato come parte della prima tournée degli australiani in Gran Bretagna (Kangaroo Tour).

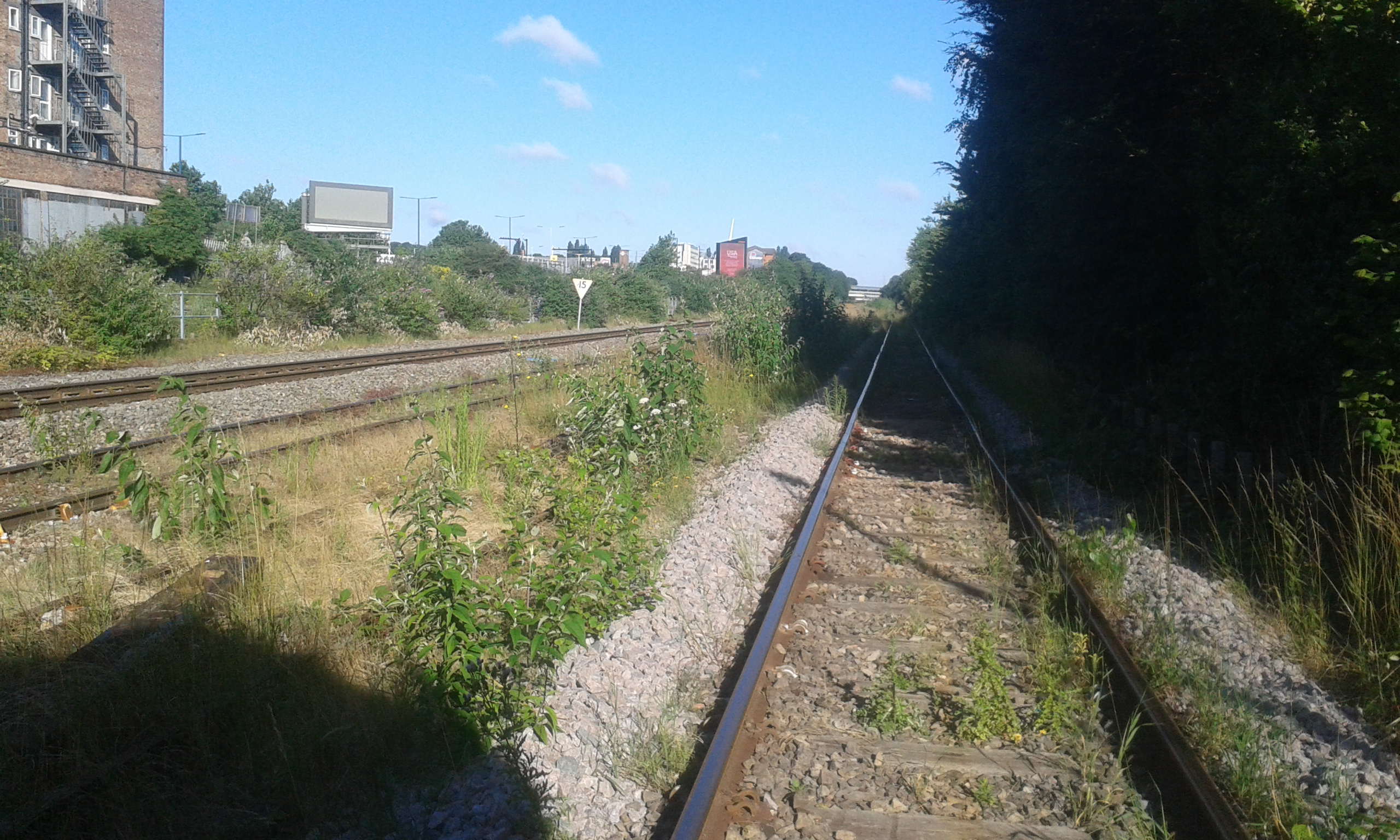
Binari che collegavano la vecchia Guinness Brewery

Il Guinness Sports Club ospitò alcuni incontri di hockey su prato durante i Giochi della XIV Olimpiade.

## Economia
L'indirizzo pubblico fu quello di mantenere Park Royal come area essenzialmente destinata agli affari. Nel 2008 è stata designata Opportunity Area dal Mayor of London con una bozza di piano di mantenimento che aspirava a "sviluppare i settori di cibo/bevande, trasporti/logistica e film/televisione." Il quadro d'indirizzo non preclude l'uso di parti del sito per l'edilizia abitativa.
Nell'estate del 2011, il Borough di Hammersmith and Fulham lanciò un piano di Park Royal City per Old Oak Common, sistuato al confine di North Acton, compresa una metropolitana leggera.

## Infrastrutture e trasporti

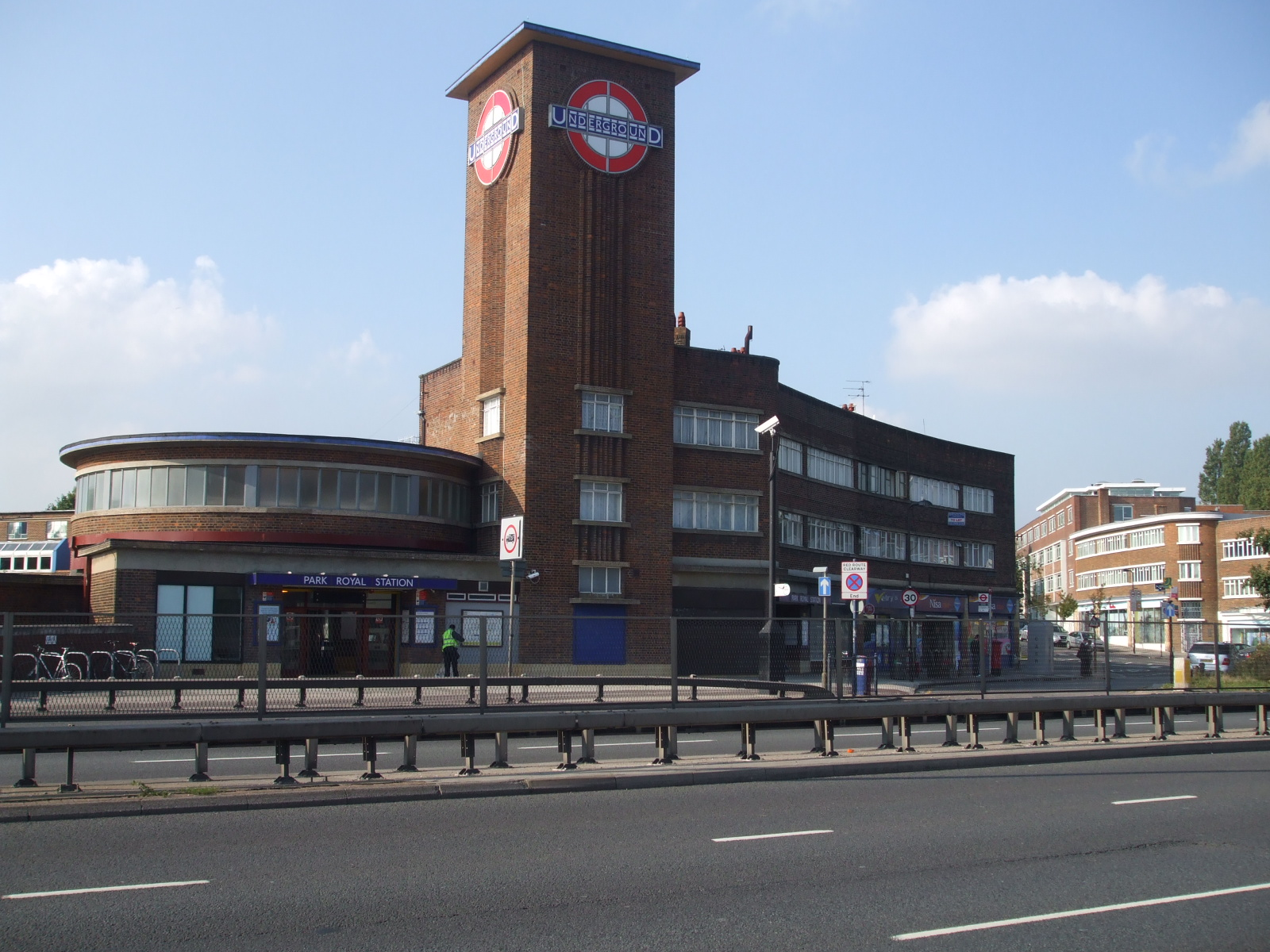
Stazione di Park Royal (metropolitana di Londra)

### Strade
Park Royal è servita dalle strade A40 e A406, ed è situata nelle vicinanze della rotatoria di Hanger Lane.

### Metropolitana e Overground
Nell'area insistono le stazioni:
- Hanger Lane (Linea Central)
- Park Royal (Linea Piccadilly)
- Stonebridge Park (Linea Bakerloo e Watford DC Line)